# Windows XP移除的功能
身为Windows 2000技术的继任者，Windows XP在引入诸多新功能的同时，亦移除诸多旧功能。下面将介绍XP系统移除的功能。

## 内核
- 移除不安全设备对话框被删除[1]。
- Windows资源管理器中不可以查看小图标[2]。
- “桌面图标排列”命令不可用，由“对齐到网格”命令取代[3]，该切换简化桌面图标位置调整的操作，无需单击确定图标的位置[4]:47。
- 任务栏隐藏了“最小化所有窗口”命令[4]:76，以“显示桌面”取代，但该命令仍被保留，实际功能仅是暂时隐藏窗口而不是减少窗口数量，该命令仍能透过键盘热键组合⊞ Win+M激活。
- 鉴于图标的色彩丰富，“显示”属性中“使用所有可用的颜色显示图标”选项删除[5]。
- “显示”属性“设置”选项卡中“视频图形阵列显示分辨率”和“8位颜色深度选项”被移除，可以利用高级选项调用，但这种功能已不支持[6]。
- 文件夹“Web视图”默认禁用，可透过编辑注册表恢复。此外，“定制文件夹向导”被删除[7]。由于Web视图的删除，打开驱动器时显示磁盘空间的饼图不能显示[8]。
- 在地址栏浏览文件路径地址[9]、可移动驱动器[10]、在资源管理器打开网络共享导航窗格（或文件夹）时，底部状态栏不再显示文件所在磁盘的剩余空间，仅显示驱动器路径的剩余空间。这与前文提到的被删除的拼图相结合，意味着不可在剩下的三个驱动器中即时查看剩余空间。
- 命令提示符中，快速编辑模式和插入模式默认禁用，仅能重新启动每个窗口的标题[11]。
- 目录图标从网络邻居移除[12]。
- Windows资源管理器的默认排序顺序改变，可通过编辑注册表恢复[13]。
- 联系电话拨号器[14]和网络会议（英语：NetMeeting）[15]从开始菜单移除。

## 个性化设置
- Windows 2000中的桌面主题工具，即Microsoft Plus!98（英语：Microsoft Plus!98）和后来被2000引入的用以选择应用主题和预览主题的主题工具中“每月主题更换”选项被移除，在XP中成为“显示”属性中“主题”选项卡。
- “显示”属性中“外观”选项卡不可保存或删除方案。
- “显示”属性中选择“背景”（2000）/桌面（XP）图案模式选项卡被删除。
- 三维迷宫（可能由于Windows徽标改变）和三维管道屏保被删除，三维管道中茶壶复活节彩蛋不适用于XP。

## 合併應用程式
- Windows 98附加程序及2000程序——豪华版“CD播放程式”被删除[16]。取而代之的Windows Media Player中不含原有的上传音轨信息[17]、点播下载音轨信息、音轨预览等功能。
- DVD播放器简化成Windows Media Player的桩。
- Imaging for Windows被“图片和传真查看器”和“扫描仪和相机向导”取代[18]，但这两个程序不包括映像的高级功能[19]。

## 协议
- NetDDE和NetBIOS不再在默认情况下安装，但可透过Windows XP CD-ROM安装[20][21]。
- 数据链路控制（英语：Data Link Control）网络协议不再包括在系统内，但微软提供协议下载[22]。
- 可路由协议组不再包括[23]。

## 子系统
- POSIX子系统由Windows Services for UNIX3.0或更高版本取代[24] 。
- OS/2子系统被删除[24]。

- Remove the pigs

## 硬件支持
- 不再支持调制解调器、网卡及低于28.8Kbps的调制解调器原生支持等非即插即用网络设备[25]
- 大量SCSI主机适配器（英语：SCSI host adapters）不再支持[26]。
- XP降低对NECPC-98[24]和硅谷图形公司320型和540型图形工作站（英语：SGI Visual Workstation）的支持[20]。

## 后续版本

### Service Pack 2
- 原始套接字支持大多被移除[27]。
- TCP半开链接（英语：TCP half-open）数量受限[28]。
- 程序管理器变成根。
- Internet Explorer 6捆绑版本中的媒体栏[29]被电台工具栏[30]取代，不再出现在打包版本的IE6中。
- Outlook Express捆绑版本移除了后台信息压缩特性[31] ，禁用该特性，每压缩消息一百次，该程序将不被运行。

### Service Pack 3
- 任务栏中的“地址”工具栏因法律原因被微软移除[32]，取代其的功能“Windows桌面搜索”遭鼓吹。
- Internet Explorer桌面图标的特殊显示设置被移除[33]。
- Service Pack 3不累积以前安装的服務包的内容，至少需要先安装SP1，SP2则包含在媒体中心Windows XP版（英语：Windows XP Media Center Edition）和2003版中[34][35]。微软证实可以进行尾流累积[36]。

### Media Center Edition 2005
- 尽管用于Windows XP专业版的媒体中心2005版正在开发中，但其域名支持不可用。微软表示这是需要用户快速切换到Windows媒体中心扩展器（英语：Windows Media Center Extenders）[37]，但在安装或升级前就已使用该功能的情况下例外，但这之后的域名支持被禁用。
- Windows Media Player6.4不包含在内。